# Hemichromis stellifer
H. stellifer è un pesce d'acqua dolce della famiglia Cichlidae.

## Descrizione
I pesci appartenenti a questa specie hanno il dorso beige-marrone ed il corpo marrone-ruggine. Durante il periodo dei giochi amorosi, il maschio assume una colorazione rossa, la femmina rosso-arancione. Gli esemplari adulti, spesso, hanno solo una macchia scura sull'opercolo branchiale, mentre il punto al centro del corpo, a volte, è completamente sbiadito. Questi pesci non presentano la macchia scura sul peduncolo caudale. Tutta la superficie del corpo, comprese le pinne, è cosparsa di puntini celesti di misure diverse, non più grandi di 2 mm. H. stellifer raggiunge una lunghezza di circa 11 cm.

## Habitat naturale
Vive in Africa, è diffuso dal Gabon, attraverso il Congo, fino allo Congo.

## Fonti
- (Ciclidi dell'Africa occidentale) Horst Linke - Wolfgang Staeck